# Château du Theil
Le château du Theil est un château situé à Saint-Aubin-le-Cloud dans le département français des Deux-Sèvres.

## Histoire
Le château est inscrit au titre des monuments historiques depuis le 15 décembre 2010.